# Balibo Vila (Aldeia)
Balibo Vila ist eine osttimoresische Aldeia im Suco Balibo Vila (Verwaltungsamt Balibo, Gemeinde Bobonaro). 2015 lebten in der Aldeia 458 Menschen.

## Geographie

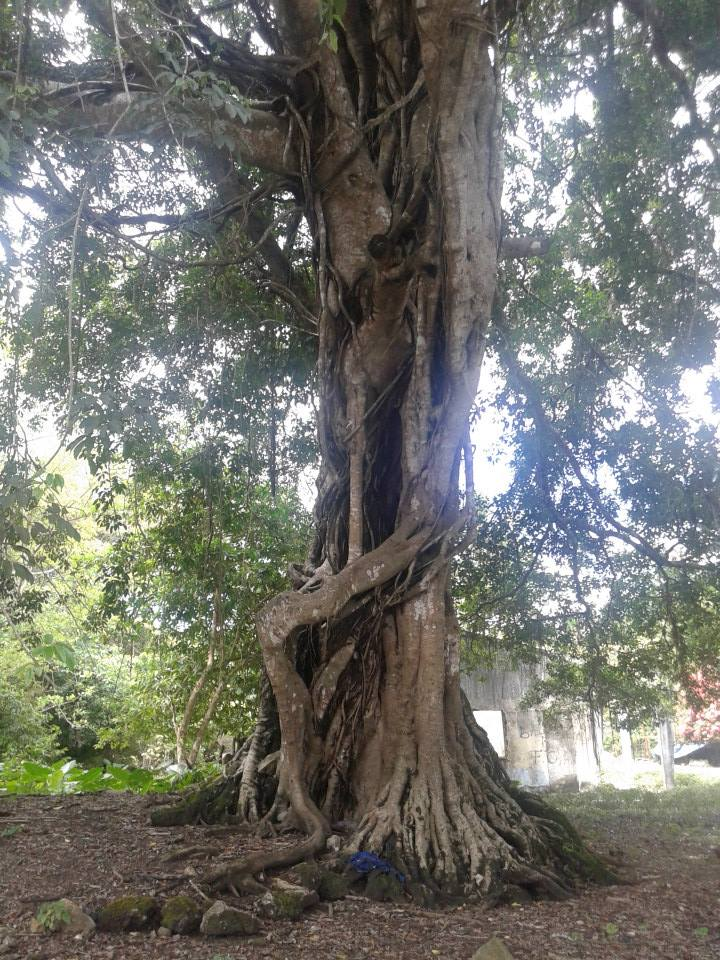
Heiliger Baum in Balibo Vila

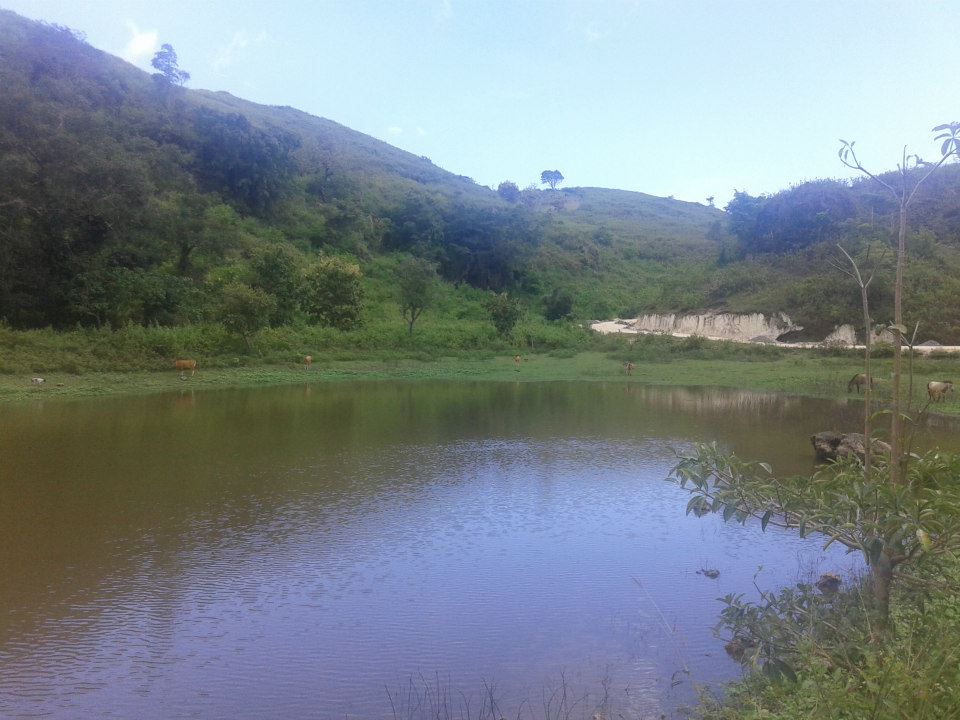
Der Tasi Metan

Balibo Vila liegt im Zentrum des Sucos Balibo Vila. Nordöstlich befindet sich die Aldeia Amandato, südlich die Aldeia Fatuk Laran, westlich die Aldeia Fatululik und nördlich die Aldeia Atara.
Im Norden befindet sich das Zentrum des Ortes Balibo, mit der Festung, dem Sitz des Sucos, einer Grundschule, der Prä-Sekundarschule, dem Hospital, der Polizeistation, dem Haus der Balibo Five und dem Integrationsdenkmal. In der Festung befinden sich eine Pousada und das Veteranenmuseum. Der Ortsteil Fatukuak schließt sich südöstlich an das Zentrum von Balibo an, auf beiden Seiten flankiert von Sendeantennen der Telemor und Telkomcel. Der Ortsteil Misi reicht im Nordwesten hinein in die Aldeia Balibo Vila.
Der Tasi Metan (deutsch „Schwarzes Meer“,  Lage) ist ein See im Südosten der Aldeia, an der Straße nach Leohito.

## Politik
2023 wurde Domingas Verdial zum Chefe de Aldeia gewählt.